# Озон
Озон (O3) је троатомски молекул који се састоји од три атома кисеоника. Озон је алотропска модификација кисеоника која је много нестабилнија од уобичајеног двоатомског облика, O2. На стандардним условима озон је плавичасти гас који на температури испод -112 °C прелази у тамноплаву течност која даље испод -193 °C прелази у тамноплави 'лед'. O3 је општеприсутан у Земљиној атмосфери. Премда је количина озона у атмосфери релативно мала (максималне концентрације не прелазе 0,001%), његова важност за живот на Земљи је огромна. У Земљиној је атмосфери смјештен у стратосфери на висини од 20 до 50 km изнад површине Земље. Озон у горњим слојевима атмосфере спречава продор штетних ултраљубичастих зрака до површине Земље, а управо због тог зрачења и настаје од молекула кисеоника. Без стратосферског озона живот на Земљи не би био могућ.
За разлику од озона у озонском омотачу, који је неопходан за живот на Земљи, озон при тлу је непожељан. У мањим количинама иритира очну слузницу, грло, нос и дисајне путеве, док у великим концентрацијама може бити смртоносан. Озон који настаје у нижим слојевима атмосфере или тропосферски озон саставни је део градскога смога. Тропосферски је озон у непосредном додиру са живим организмима. Лако реагује с другим молекулама, оштећује површинско ткиво биљака и животиња, па штетно делује на људско здравље (дисајне органе), биљне усеве и шуме. Због све већег промета, количина озона у тропосфери у сталном је порасту.
Слабо је растворан у води, док је у неполарним растварачима добро растворан. У великим концентрацијама је врло нестабилан. Озон је гас јаког мириса (осети се у ваздуху већ при запреминском уделу од 0,0001%). Озон је снажан оксидациони агенс што је у вези са његовом нестабилношћу при чему прелази у обичан двоатомски кисеоник: 2 O3 → 3 O2. Ова реакција се убрзава са порастом температуре и падом притиска. Озон може да настане из O2 електричним пражњењем у атмосфери или под утицајем високоенергијског електромагнетног зрачења. Бројни електрични уређаји могу да генеришу озон, посебно они који користе високи напон попут ласерских штампача, машина за фотокопирање или лучно заваривање. Сви електрични мотори који користе четкице стварају извесну количину озона мање више пропорционалну величини и снази мотора.
Озон је најјаче оксидацијско средство после флуора и врло је отрован. Служи за стерилизацију воде, операцијских, биоскопских и спортских дворана, те позоришта, затим у фармацеутској, козметичкој, штампарској индустрији, те индустрији папира, текстила и вештачких материјала.

## Историја
Озон је пронашао 1840. године немачки хемичар Кристијан Фридрих Шенбајн који му је наденуо име по грчкој речи за мирис, οζω, озеин, због карактеристичног мириса.

## Својства
Озон је бледоплави гас, слабо растворљив у води, док је у неполарним растварачима добро растворан, као што су угљен тетрахлорид (CCl4) или флороугљеници, где ствара плави раствор. При температури од -112 °C формира тамноплаву течност, а при температурама нижим од -193 °C прелази у љубичасто-црну чврсту материју.
Већина људи може осјетити мирис озона већ при концентрацији од 0,0001% (по запремини) у ваздуху, због врло оштрог мириса, који подсећа на варикину. Код изложености од 0,00001% до 0,0001%, ствара главобољу, иритира очну слузокожу, грло, нос и дисајне путеве. И мале количине озона у ваздуху уништавају природну гуму, пластике и делује штетно на дисајне путеве животиња.
Озон је дијамагнетична материја, док је молекуларни кисеоник O2 парамагнетичан.

## Структура
Захваљујући резултатима ротацијске спектроскопије, познато је да озон није планаран молекул, већ да наликује на молекул воде. Размак О – О везе је 127,2 pm. Угао O – O – O је 116,78°. Озон је поларни молекул, с диполним моментум од 0,53 D (дебаја). То је молекул који има једну једноструку и једну двоструку везу.

## Хемијске реакције
Озон је врло снажан оксиданс, пуно јачи од O2. Нестабилан је код већих концентрација, распадајући се на двоатомни кисеоник (са временом полураспада од око пола сата при атмосферским условима):
Тај се процес убрзава с повећањем температуре и притиска. Брзо изгарање озона може побудити искра, и јавља се код концентрације од 10% или више.

### Хемијске реакције с металима
Озон се оксидује с већином метала (осим злата, платине и иридијума), чиме се метали доводе на већи степен оксидације. На пример:

### Хемијске реакције с азотом и једињењима угљеника
Озон се оксидује са азотним оксидом и азот-диоксидом:
Та реакција је повезана с појавом хемолуминисценције. NO2 се даље оксидује:
3 даље реагује са 2 и формира азот пентоксид .
Чврсти азот-диоксид перхлорат се може добити из гасова NO2, 2, и 3:
Озон не реагује са солима амонијака, али се оксидује амонијаком у амонијум нитрат:
Озон реагује с угљеником, да би створио угљен-диоксид, чак и на собним температурама:

### Хемијске реакције са једињењима сумпора
Озон оксидује сулфиде да би створио сулфате. На пример, олово(II) сулфид се оксидује у олово(II) сулфат:
Сумпорна киселина се може добити од озона, воде и елемената као што је сумпор или сумпор-диоксид:
Са сумпорводоником, у гасовитој фази, озон ће створити сумпор-диоксид:
Са сумпорводоником, у течној фази, две истовремене реакције се јављају, код једне се ствара сумпор, а код друге сумпорна киселина:

### Хемијске реакције с осталим материја
Сва три атома кисеоника могу да реагују, као у реакцији калај(II) хлорида са хлороводоничном киселином и озоном:
Јодов перхлорат се може добити растварањем јода у хладној перхлоратној киселини и с озоном:

### Изгарање
Озон се може користити за изгарање, будући да ствара више температуре од двоатомног кисеоника 2. Следећа реакција приказује изгарање угљениковог субнитрида, који ствара више температуре:
Озон може да реагује при врло ниским температурама, тако код −196 °C, атомски водоник реагује с течним озоном, стварајући водоников супероксид радикал:

### Стварање озонида
Редукцијом озона ствара се анјон озонид O3–. Деривати тих анјона су експлозивни и морају се чувати на врло ниским температурама. Озониди свих алкалних метала су познати, као , , и :
Иако се  може добити на горњи начин, он се такође може добити из калијум хидроксида и озона:
 и  се мора припремити деловањем  у течном , на јоноизмењивачкој смоли, која садржи јоне Na+ или :
Раствор калцијума у амонијаку реагује с озоном стварајући амонијак озонид, а не калцијум озонид:

### Примена
Озон се може користити за уклањање мангана из воде, стварајући талог, који се може уклонити филтрирањем:
Слично томе озон може уклонити цијаниде, претварајући их у цијанате, који су знатно мањи отровни:
Озон може потпуно да растави уреу:
Озон разлаже алкене, чиме се добија карбонилна група:

## Озон у Земљиној атмосфери
Добсонова јединица је јединица у којој се најчешће изражава количина озона у атмосфери. Количина озона у атмосфери изражена у DU једнака је укупној количини O3 која се налази у вертикалном стубу ваздуха који се протеже од тла до врха атмосфере. Када би се сав озон из вертикалног стуба довео на стандардне услове не мењајући при том величину базе стуба, стуб озона висок 0,01 mm био би једнак једном DU. Уобичајена количина озона у атмосфери је 300 DU.

### Озонски омотач
Највећа концентрација озона у атмосфери је у стратосфери и она се назива озонски омотач, а то је између 10 до 50 km изнад Земљине површине (стратосферски озон). Премда је количина озона у атмосфери релативно мала (максималне концентрације не прелазе 0,001%), његова важност за живот на Земљи је огромна. То је филтер за ултраљубичасто зрачење са Сунца, које има таласну дужину мању од 320 nm (УВБ и УВЦ). Осим озона ни један од преосталих састојака атмосфере не апсорбује УВ зрачење у распону од 240 до 290 nm. Кад би то зрачење дошло до Земљине површине, оштетило би генетски материјал (ДНК), а фотосинтеза, која је неопходна за биљни свет, била би онемогућена.
Озон у стратосфери настаје углавном деловањем ултраљубичастог зрачења са Сунца, које реагује с двоатомним кисеоником 2:
2 + фотон (УВ зрачење < 240 nm) → 2 O
Озон се у истом циклусу распада реакцијом с једноатомним кисеоником O:
Задња реакција се одвија уз присуство катализатора, а то су присутни слободни радикали у атмосфери, од којих су најважнији хидроксил (OH), азотни оксид (NO), атомски хлор (Cl) и бром (Br). Средином седамдесетих година 20. века над Антарктиком је у озонском омотачу уочено велико смањење концентрације озона (озонске рупе) с обзиром на ранија раздобља. Хемичари атмосфере приписују то смањење људском деловању, односно људској емисији хлорофлуороугљеника (CFC, који су познати и под називом фреони). Највеће смањење (понегде чак до 99%) уочено је на висинама од 14-19 km над тлом. Како би спречила погубно деловање озонске рупе на живот на Земљи, међународна заједница улаже велике напоре да се емисија ЦФЦ сведе на минимум.

### Тропосферски озон
Последњих деценија озон при тлу настаје фотохемијским реакцијама у урбаној атмосфери богатој азотним оксидима NO i NO2 (који се најчешће краће означавају са ). , који су посебно активни у атмосферском циклусу озона, у атмосферу доспевају у већим количинама као последица људских активности (нарочито промета). Стога се у великим градовима с густим прометом, који обилују Сунчевим зрачењем, а налазе се у топлим и сувим климама (попут нпр. Рима, Токија, Атине и Лос Анђелеса), јавља загађење ваздуха познато под називом фотохемијски смог. У тако загађеној атмосфери уз O3 и  налазе се и органски нитрати, попут ПАН-а (пероксиацетил нитрат ), оксидирани угљеноводоници и тзв. фотохемијски аеросол, а над градом се због велике количине аеросола може видети жућкасто-смеђи облак, који је због свог честог појављивања над Атином добио име нефос (од грчке речи νεφοσ, што значи облак).
Трајање тропосферског озона је отприлике 22 дана. Углавном се на крају таложи на тло, у облику хидроксилних (OH) једињења или пероксилних радикала (HO2). Постоје снажни докази да повећана концентрација озона на тлу доводи до смањених приноса у пољопривреди, јер озон утиче на процесе фотосинтезе и успорава целокупан раст биљака.

### Озонске пукотине
Озон напада полимере, који имају олефинске и двоструке везе у својој ланчаној структури, као што су природне и вештачке гуме. То изазива пукотине на њима, које с временом постају дуже и дубље. Решење је кориштење воска, који ствара заштитни слој преко гуме. Јавља се код старих аутомобилских гума, али и бртва и O – прстена. Гумене цеви за довод горива имају често тај проблем, посебно ако су у близини електричних уређаја, као што су једносмерни електромотори (колектор стално искри, те ствара озон).

### Озон као стакленички гас
Иако је озон био присутан у близини тла и пре индустријске револуције, данас су пуно веће концентрације у ваздуху. То узрокује забринутост, јер у горњем делу тропосфере, озон делује као стакленички гас, упијајући део инфрацрвеног зрачења с површине Земље. Озон у тропосфери није једнолико распоређен, али процена Међувладиног панела о климатским променама говори да износи око 25% од укупног додатног зрачења што га остварује угљен-диоксид.
Озон је пуно јачи стакленички гас од угљен-диоксида, али је у мањој концентрацији и траје пуно краће од њега. Због тога, озон нема велики утицај на глобално затопљење, али у неким подручјима с великом концентрацијом, ствара и 50% веће додатно зрачење од CO2.